# Frank Chadwick
Frank Chadwick (...) è un autore di giochi statunitense, autore di oltre un centinaio tra wargame e giochi di ruolo, tra i fondatori della Game Designers' Workshop e della Game Manufacturers Association, di cui è stato anche presidente.

## Biografia
Insieme a Marc Miller e Rich Banner formò nel 1972 una piccola società (la SimRAD) per aderire a un programma dell'Illinois State University di Normal (Illinois) per lo sviluppo di nuove idee e usarono i fondi per lo sviluppo di giochi educativi. Complessivamente produssero circa otto giochi, ma dopo circa diciotto mesi l'università cessò i finanziamenti. I tre decisero allora di fondare una propria compagnia, la Game Designers' Workshop (GDW) il 22 giugno 1973.
Insieme a Banner progettò il primo gioco pubblicato dalla GDW, Drang nach Osten (1973), che divenne il primo della serie Europa e negli anni seguenti sviluppò sempre per la GDW diversi noti giochi, tra cui i giochi di ruolo En Garde! (primo gioco di ruolo cappa e spada), Space: 1889 (1989) (un'ambientazione steampunk) e Twilight 2000. Per la Game Designers' Workshop pubblicò anche il Gulf War Fact Book (1991), un libro sulle capacità militari degli Stati Uniti d'America e dell'Iraq all'epoca della guerra del Golfo, che raggiunse il primo posto nella bestselling list del New York Times, e in seguito alla quale Chadwick comparve in diversi programmi tv.
Correntemente scrive articoli su argomenti storici o militari per greathistory.com e romanzi di fantascienza, per lo più ambientati nell'universo di Space: 1889, oltre a continuare nella progettazione di regolamenti per il wargame tridimensionale per la propria casa editrice Test of Battles Games, fondata nel 2006 assieme a Glenn Kidd.

## Onori e riconoscimenti
Nel 1984 venne inserito nell'albo d'onore dell'Origins Award.
Con Marc Miller ha vinto il Charles S. Roberts Award per il miglior wargame fantasy o di fantascienza per Azhanti High Lightning nel 1980, mentre nel 1981 ha ricevuto ha vinto il Charles S. Roberts Award per il miglior gioco ambientato prima del XX secolo con la prima edizione di A House Divided, e nel 1989 il premio per il miglior gioco ambientato prima della seconda guerra mondiale con la seconda edizione di A House Divided.

## Opere

### Giochi

#### Wargame
- (1972). The Brotherhood. Conflict Games, ripubblicato dalla GDW nel 1983. Ogni giocatore è il padrino di una famiglia mafiosa in lotta per il predominio sugli altri capimafia. Con John Harshman e John Jill
- (1973). Drang nach Osten (wargame della serie Europa). GDW. Simulazione dell'invazione tedesca dell'Unione Sovietica. Con Rich Banner
- (1973). Chaco. Simulazione della guerra del Chaco. GDW. Con Marc W. Miller
- (1973). Unentschieden. GDW. (wargame della serie Europa). Espansione per Drang Nach Osten!. Con Rich Banner
- (1974). Narvik. GDW. (wargame della serie Europa). L'invazione nazista della Norvegia nel 1940.
- (1974). Torgau. GDW. Simulazione della battaglia di Torgau, nella guerra dei sette anni
- (1975). 1815: The Waterloo Campaign. GDW. Con John Astell
- (1975). The Fall of Tobruk. Conflict Games
- (1975). Crimea. GDW. Simulazione a livello grande-tattico della guerra di Crimea.
- (1976). Avalanche: The Salerno Landings. GDW
- (1976). Burma. GDW. Con Bob Fowler e Marc W. Miller
- (1976). Their Finest Hour. GDW. (wargame della serie Europa). Gli scontri tra forze franco-britanniche e quelle tedesche nell'estate e autunno 1940. Con Rich Banner e Marc W. Miller
- (1977). Bar-Lev: The 1973 Arab-Israeli War. GDW
- (1977). Citadel: The Battle of Dien Bien Phu. GDW
- (1977). Imperium. GDW. Conflitto tra un impero alieno e quello terrestre. Con John Harshman e Marc W. Miller
- (1977). Case White. (wargame della serie Europa). Invasione della Polonia. Con Rich Banner.
- (1978). The Battle of Lobositz. GDW. (wargame della serie "120")
- (1978). The Battle of the Alma. GDW. (wargame della serie "120")
- (1978). Operation Crusader. GDW. Simulazione tattica/operazionale dei combattimenti nella zona di Tobruk nel maggio-novembre 1941
- (1979). Beda Fomm. GDW. Simulazione della battaglia di Beda Fomm (wargame della serie "120")
- (1979).  Road to the Rhine. GDW. Il fronte occidentale nella seconda guerra mondiale dall'autunno 1944 alla primavera del 1945.
- (1979). Belter: Mining the Asteroids, 2076. Wargame di fantascienza (ambientato nel gioco di ruolo Traveller). Con Marc W. Miller
- (1979). White Death. GDW. Simulazione della battaglia di Velikiye Luki
- (1980). 1940. GDW. Simulazione dell'invasione della Francia  nel 1940
- (1980). TacForce. GDW. Regolamento per l'uso delle miniature prodotte dalla GDW. Con John Harshman e John Astell
- (1980). Azhanti High Lightning. GDW. (ambientato nel gioco di ruolo Traveller). Con Marc W. Miller
- (1980). Asteroid. GDW. (wargame della serie "120", ambientato nel gioco di ruolo Traveller). Con Marc W. Miller
- (1980). The Battle of Prague. GDW. (wargame della serie "120")
- (1980). Eylau: Napoleon's Winter Battle, 1807. GDW. Con John Astell e Rik Fontana
- (1981). A House Divided. GDW. Simulazione della guerra di secessione americana dalla prima battaglia di Bull Run fino alla resa del generale Lee a Appomattox. Con Alan Emrich
- (1981). Fifth Frontier War. GDW. Wargame di fantascienza (ambientato nel gioco di ruolo Traveller). Con John Astell e Marc W. Miller
- (1981). Striker. GDW. (ambientato nel gioco di ruolo Traveller).
- (1981).  Invasion: Earth. GDW. (ambientato nel gioco di ruolo Traveller). Con John Astell e Marc W. Miller
- (1981). Suez '73. GDW
- (1981). Trenchfoot. GDW. La guerra di trincea nella prima guerra mondiale
- (1982). Soldier King. GDW. La lotta per la successione in un impero fittizio con un livello tecnologico pari a quello del XVIII secolo. Espanso da Soldier's Companion (1989)
- (1982). Attack in the Ardennes. GDW. Con John Astell e John Harshman
- (1982). Red Army. GDW. Con John Astell
- (1982). Western Desert. GDW. Gioco della serie Europa, la guerra del deserto dal dicembre 1940 fino al gennaio 1943. Con John Astell
- (1980). Snapshot. GDW. (wargame di fantascienza della serie "120") con Marc Miller e Paul R. Banner
- (1983). Assault. GDW. Ipotetica III Guerra Mondiale ambientata negli anni '80. Espansioni:
  - (1984). Boots & Saddles. GDW
  - (1986). Bundeswehr. GDW
  - (1988). Chieftain. GDW
  - (1985). Reinforcements. GDW
- (1984). Fire in the East. (wargame della serie Europa). GDW. La guerra in Unione Sovietica dall'inizio dell'Operazione Barbarossa  fino alla fine della controffensiva sovietica dell'inverno 1942. Con John Astell e Rich Banner
- (1984). The Third World War: Battle for Germany. GDW. Simulazione di un ipotetico scontro tra le forze del Patto di Varsavia e quelle della NATO nella terza guerra mondiale. Espansioni:
  - (1985). Arctic Front. GDW. Con John Astell
  - (1984). Southern Front. GDW
  - (1986). Persian Gulf: Battle for the Middle East. GDW. Con John Astell
- (1984). 8th Army: Operation Crusader. GDW
- (1985). Operation Market Garden GDW
- (1986). Battle for Moscow. GDW. Ampliato e corretto in una seconda edizione pubblicata nel 2009 dalla Victory Point Games
- (1987). Star Cruiser. Combattimento tra astronavi nell'universo di Traveller: 2300
- (1987). Scorched Earth. GDW (wargame della serie Europa). La guerra in Unione Sovietica dall'aprile 1942 fino al dicembre 1944. Con John Astell
- (1987). Ships of the French Arm. GDW. Supplemento per Star Cruiser. Con Timothy B. Brown, Lester Smith e Loren K. Wiseman
- (1988). The Great Patriotic War. GDW. La II Guerra Mondiale sul fonte orientale.
- (1988). Test of Arms. Con Marc W. Miller e Lester Smith
- (1988). Sky Galleons of Mars. GDW.Combattimento tra navi volanti nell'ambientazione di Space: 1889. Con Marc W. Miller e Loren K. Wiseman
- (1989). Cloudships & Gunboats. Wargame di abbordaggi tra navi volanti nei cieli di Marte, nell'ambientazione di Space: 1889
- (1989). Temple of the Beastmen. Gioco da tavolo ambientato nell'universo di Space: 1889
- (1990). Ironclads and Ether Flyers. Combattimenti tra marine tradizionali e navi volanti nell'universo di Space: 1889.
- (1990). Red Empire. GDW. Gioco di carte, i giocatori competono tra loro per il controllo dell'Unione Sovietica, ma devono anche collaborare nelle situazioni di crisi per impedirne il collasso.
- (1990). Battlefield: Europe. Possibili scenari di battaglia in Europa dopo la seconda guerra mondiale. GDW
- (1991). Battle for Basra. GDW. Con Lester Smith
- (1991). The Sands of War. GDW. Espansione: 
  - (1992). The Sands of War Expansion Kit
- (1991). Stand & Die: The Battle of Borodino, 1941. GDW
- (1991). Tet Offensive. GDW
- (1992). Race For Tunis. GDW
- (1992). Bloody Kasserine. GDW.
- (1992). Phase Line Smash. GDW. Gioco in solitario sulla guerra del Golfo
- (1993). Blood & Thunder. GDW. Combattimenti tattici sul fronte orientale 1941-1945
- (1993). Brilliant Lances. Combattimenti tra flotte di astronavi. Con David Nilsen
- (1994). Battle Rider. Compatibile con Brilliant Lances
- (1994). Striker II. Wargame tridimensionale della guerra al suolo nell'universo di Traveller: The New Era. Nuova edizione di Striker. Con David Nilsen
- (1994). Volley & Bayonet. GDW. Wargame tridimensionale per il periodo 1700-1890.[15]. Con Greg Novak. Successive versioni ed espansioni: 
  - Napoleon Returns. Con Greg Novak.
  - (1990). Austria Stands Alone: The 1809 Campaign. Con Greg Novak.
  - (1995). Battles of the American Civil War. GDW. Con Greg Novak.
  - Jacobite - 1: A Volley & Bayonet Supplement for the Jacobite Rebellion. Con Greg Novak.
  - (1999). Jacobite - 2: A Volley & Bayonet Supplement for the Jacobite Rebellion. Con Greg Novak.
  - (1999). The Rough Riders - 1: A Volley & Bayonet Supplement for the Spanish-American War. Con Greg Novak.
  - (1999). The Rough Riders - 2: A Volley & Bayonet Supplement for the Spanish-American War. Con Greg Novak.
  - (2008). Volley & Bayonet: Road to Glory, Test of Battle Games.
  - Battles of the Seven Years War Volume 1: Austria versus Prussia, Test of Battle Games.
  - (2010). Battles of the Seven Years War, Volume 2: The Strategic Flanks, Test of Battle Games.
- (1986). Command Decision. Wargame tridimensionale per ricreare scontri a livello operazionale con uso combinato delle armi nella seconda guerra mondiale. Successive versioni ed espansioni:
  - (1986). Barbarossa 25: Command Decision Series Game. GDW
  - (1987). Bastogne. A Complete Historical Miniatures Campaign. GDW
  - (1992). Command Decision II. GDW
  - (1992). Armies of the Second World War, Vol.1 - GDW
  - (1998). Command Decision III. The Emperor's Press
  - (2006). Command Decision: Test of Battle. Test of Battle Games
  - (2007). Command Decision: Stars and Stripes Forever. Test of Battles Games
  - (2007). Command Decision: Benghazi Handicap. Test of Battles Games
  - (2009). Command Decision: Red Tide. Test of Battles Games
  - Command Decision: Red Steel.Test of Battle Games
  - Command Decision: Blitzkrieg Legions - Fall of the West. Test of Battle Games
- (1988). Combined Arms, modern miniature wargaming. Versione in epoca moderna delle regole di Command Decision. Con Charles Mason.
- (1987). Team Yankee. Regolamento di combattimento tra carri armati moderni. Con Marc W. Miller.
- (1990). Objective: Kiev. GMT Games. Espansioni : 
  - (1991). Objective: Odessa Victory Point Games
- (2009). The Arduous Beginning. Victory Point Games
- (2010). Target: Leningrad. Victory Point Games
- (2010). Condottiere: The Dogs of War: Renaissance Mercenary Warfare. Foundry Books.
- (2012). Leuthen: Drums and Muskets Vol. 1. Victory Point Games. Simulazione delle battaglie del XVIII secolo.
- (2012). Men Under Fire. Test of Battles Games. Combattimento tattico a livello di plotoni nella seconda guerra mondiale. Con Glenn E. Kidd
- (2013). Days of Battle: Golan Heights. Victory Point Games
- (2016). Dwarf Wars. West Wind Productions. Wargame tridimensionale di argomento fantasy.

#### Giochi di ruolo
- (1975). En Garde! con Darryl Hany
- (1977). Traveller con Marc W. Miller e altri
- (1984). Twilight: 2000 con John Astell, John Harshman, Loren K. Wiseman
- (1986).Traveller: 2300AD con Marc Miller, Timothy B. Brown e Lester W. Smith
- (1988). Space: 1889 con Marc W. Miller e altri
- (1990). Cadillacs and Dinosaurs con Mark Schultz
- (1993). Traveller: The New Era con David Nielsen

### Libri
- Attualità militare
  - (1991). Desert Shield Fact Book. GDW, ISBN 9781558780934
  - (1992). Gulf War Fact Book. GDW, ISBN 1558780947
- Romanzi 
  - (2012). A Prince of Mars. Untreed Reads Publishing, ISBN 978-1611872705 (Ciclo Space: 1889 & Beyond)
  - (2012). Dark Side of Luna. Untreed Reads Publishing, ISBN 978-1611873139, con J.T. Wilson. (Ciclo Space: 1889 & Beyond)
  - (2012). Conspiracy of Silence. Untreed Reads Publishing, ASIN B008XQT0TU, con Andy Frankham-Allen. (Ciclo Space: 1889 & Beyond)
  - (2013). How Dark the World Becomes Baen Books, ISBN 978-1451638707 (Romanzo giallo di ambientazione fantascientifica)
  - (2014). The Forever Engine. Baen Books, ISBN 978-1625792211 (Ambientato nell'universo di Space: 1889)
  - (2015). Come the Revolution. Baen Books, ISBN 978-1476780955 (Seguito di How Dark the World Becomes)
  - (2017). Chain of Command. Bean Books, ISBN 978-1481482974 (Stessa ambientazione di How Dark the World Becomes e Come the Revolution, ma con nuovi personaggi).